# Большой приз (пещера)
Большо́й Приз или БЭК-18 — пещера в Адыгее, открытая в 1972 году. Расположена в горном массиве Фишт. Протяжённость 250 м, проектируемая длина 110 м, глубина 115 м, площадь 170 м², объём 1700 м³, высота входа 2350 м. Пещера закрыта для широкого круга посетителей, поскольку из-за сложности прохождения доступ к ней ограничен.

## Описание
Пещера «Большой приз» находится на восточном склоне южного плато на дне кратера с высотой бортов 8 м. В начале пещеры расположен вертикальный колодец глубиной 25 м с загромождённым валунами устьем. От него к колодцу глубиной 13 м ведёт узкая щель, пройти по которой не так-то просто. Со дна этого колодца начинается неширокий меандрирующий ход с уступами, за которым следует целый ряд уступов и колодцев, размеры которых невелики. На глубине 110 м начинается ещё один узкий ход меандрического типа, в конце которого имеется трещина.
Шахта пещеры сооружена в известковом массиве верхнеюрского периода. На глубине 40 м имеются протечки, которые затем формируют небольшой ручей, периодически скрывающийся под массивными камнями.

## История исследования
Исследована в 1972—1975 гг. екатеринбургскими (рук. А. Ф. Рыжков) и московскими (рук. А. Е. Петров) спелеологами. Спелеотуристы Замоскворецкого клуба прошли пещеру до глубины −300 м.

## Другие пещеры массива
- Бегемот
- Парящая Птица